# Run's House
Run's House è una sitcom trasmessa da MTV. Essa mostra la vita del rapper e pioniere della musica hip hop Joseph Simmons, detto "Reverend Run". 
Il nome della fiction prende il nome dalla canzone omonima dei Run DMC dell'album Tougher Than Leather. Lo show è stato creato e diretto da Sean "Diddy" Combs, Russell Simmons, Stan Lathan, Jason A. Carbone, Tony DiSanto, Mike Powers ed Elizabeth Gateley. Le riprese si svolgono in casa di Rev Run a Saddle River, New Jersey, e occasionalmente a Manhattan dove sono presenti gli uffici di Simmons.

## La famiglia Simmons
La famiglia Simmons, protagonista della serie, è composta dal padre Joseph (Rev Run), la madre Justine e dai figli Vanessa, Angela, Joseph "Jojo" jr., Daniel, Russell II e Victoria Anne; quest'ultima, nata il 26 settembre 2006, morì poco tempo dopo essere venuta al mondo.